# Scamandre
Pour les articles homonymes, voir Scamandre (homonymie) et Xanthe.
Le Scamandre (en grec ancien Σκάμανδρος / Skámandros) ou Karamenderes est un fleuve côtier de l'antique Troade et de l'actuelle province de Çanakkale, en Turquie.
Son nom turc, Karamenderes (« Méandre noir ») ou Eski Menderes (« vieux Méandre »), le distingue du Büyük Menderes (« grand Méandre ») et du Küçük Menderes (« petit Méandre », le Caÿstre).

## Mythologie
Dans la mythologie grecque, le Scamandre est personnifié sous la forme d'un dieu fleuve, que les dieux nomment Xanthe (en grec ancien Ξάνθος / Xánthos) et qu'Hésiode fait descendre d'Océan et Téthys. Comme le Simoïs, autre dieu fleuve de Troade, sa source est au mont Ida et coule dans la plaine de Troie avant de rejoindre l’Hellespont.
De lui sont issus Teucros, Callirrhoé et Strymo qui sont des ancêtres des rois et héros troyens. Il fait partie du camp des dieux (en compagnie d’Apollon, Arès, Artémis, Aphrodite et Léto) qui aident les Troyens à combattre les Grecs lors de la guerre de Troie. Il prend part aux combats, notamment après qu’Achille a massacré de nombreux Troyens dans son cours. Le héros grec n’est sauvé de Scamandre que par l’intervention d’un autre dieu, Héphaïstos, qui allume un feu divin asséchant les eaux du fleuve,. Ce passage de l’Iliade a été rapproché de l’épisode de l’incendie de la forêt de Khandava dans l'épopée du Mahabharata où l'on trouve le même motif de l'antagonisme entre le feu et l'eau et la victoire du feu divin. Pour Paul Wathelet, cette victoire du feu sur l’eau s’explique par le fait qu’Héphaïstos incarne « le feu de la civilisation, contre les deux fleuves, qui représentent les forces de la nature ».
Le Scamandre reconnaît sa défaite et, sans rompre complètement son alliance ancestrale avec les Troyens, se désolidarise d’eux dans le seul cas de figure où ils seraient attaqués par les Achéens. Héra accepte la proposition du Scamandre et demande à Héphaïstos de cesser son assaut.
Dans l’Iliade, il est fait référence à de nombreuses reprises au tombeau d'Ilos se situant dans la plaine de Troie à proximité d'un gué pour traverser le Scamandre. Un passage de l’Iliade parle de deux cours d’eau issus du Scamandre dont l’un est chaud et l’autre toujours frais. C’est en cherchant ces deux cours que Schliemann aurait localisé la colline d’Hissarlik et mis au jour les vestiges de la cité antique de Troie. 

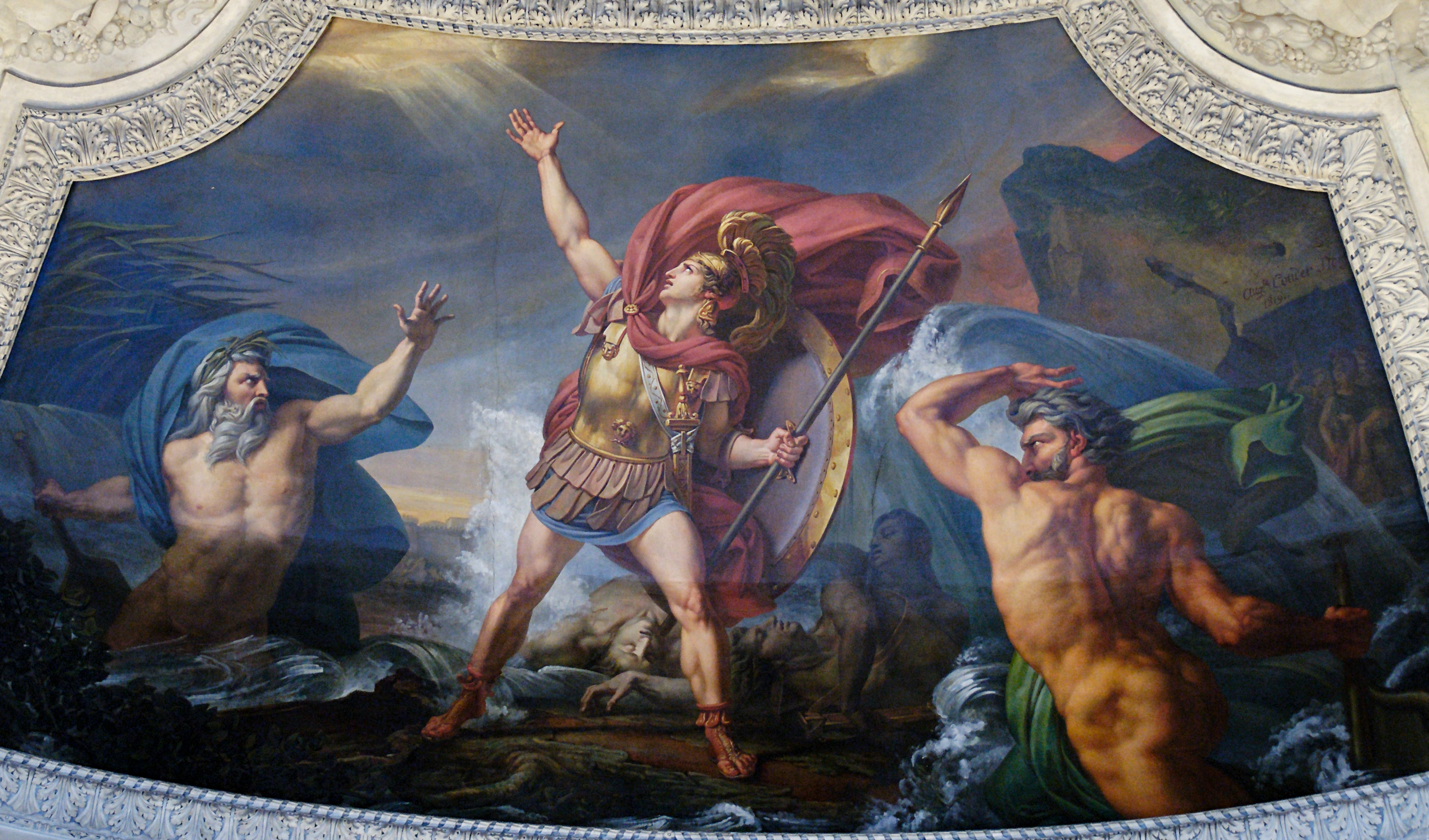
Auguste Couder, L'Eau ou Achille près d'être englouti par le Xanthe et le Simoïs, irrités du carnage qu'il a fait des Troyens, 1819 (palais du Louvre, plafond du pavillon Denon, Rotonde d'Apollon).

## Aménagement
Le fleuve est aujourd'hui retenu par le barrage de Bayramiç.